# Aptertång

Aptertång.

En aptertång är en tång som används vid sprängning för att aptera en sprängpatron (sprängkapsel) på en stubin.
Sprängkapslen träs oftast över en raksuren ända på stubintråden och kläms fast med tången.
Kapseln läggs vinkelrätt i käftarna i ett cylindriskt spår som har en mindre diameter på den ena sidan och sedan klämmer man ihop tången varvid sprängkapseln krymps (crimp) fast på stubinen. Det är viktigt att man inte vänder tången fel eller trycker in sprängkapseln för lång i tången. Tångens spår skall ha den större diametern vänd mot kapslen och den mindre vänd mot stubinen. Att klämma åt för långt ned på kapseln, på grund av felvänd tång eller att man tryckt in kapseln för långt i tången kan vara farligt då man då klämmer ihop själva sprängmedlet. Cirka halva längden av en (stubin)kapsel innehåller sprängmedel medan resten bara är en tom hylsa och det är där man skall klämma med aptertången. Gränsen mellan sprängmedel och tom hylsa kan synas men det beror på typ av kapsel.